# Lasberg
Lasberg ist eine Marktgemeinde in Oberösterreich im Bezirk Freistadt im Mühlviertel mit 2882 Einwohnern (Stand 1. Jänner 2025).

## Geografie
Lasberg liegt auf 574 m Höhe im Mühlviertel. Die Ausdehnung beträgt von Nord nach Süd 8,1 km, von West nach Ost 10,3 km. Die Gesamtfläche beträgt 43,7 km². 16,8 % der Fläche sind bewaldet, 24,9 % der Fläche landwirtschaftlich genutzt.

### Gewässer
Das Gemeindegebiet wird durch die Feldaist, mit ihren wichtigsten Zubringern Feistritz und Flanitz, zur Donau hin entwässert. Stehende Gewässer beschränken sich auf Fisch- und andere Teiche.

### Gemeindegliederung
Das Gemeindegebiet umfasst folgende 25 Ortschaften (in Klammern Einwohnerzahl Stand 1. Jänner 2025):
- Am Berg (19) samt Steinecker
- Edelhof (25)
- Edlau (142)
- Elz (170)
- Etzelsdorf (41) samt Grub
- Grensberg (51) samt Harau und Vorholz
- Grieb (17)
- Grub (163) samt Brandstatt
- Gunnersdorf (95)
- Harterleiten (5)
- Kronau (43)
- Lasberg (1136)
- Manzenreith (115)
- Paben (110)
- Pilgersdorf (12)
- Punkenhof (57)
- Reickersdorf (55)
- Siegelsdorf (188)
- Stadtberg (27)
- Steinböckhof (81) samt Steinböckhof-Zerstreute Häuser
- Unterrauchenödt (11)
- Walchshof (263)
- Weinberg (15)
- Witzelsberg (35)
- Zelletau (6)

Bis auf Am Berg, Edelhof, Stadtberg und Zelletau werden die Gemeindeteile als Ortschaft gerechnet. Zwei der Gemeindeteile haben auch Anteile in St. Oswald bei Freistadt, zwei in Kefermarkt, einer in Grünbach.

Katastralgemeinden der Gemeinde sind Lasberg, Steinböckhof und Wartberg, wobei der gleichnamige Ort ebenfalls in St. Oswald liegt.
Zählsprengel sind Lasberg-Wartberg und Steinböckhof.
Adressen im Hauptort sind Am Eichenhügel, Am Kopenberg, Am Sportplatz, Am Steinhügel, Bachweg, Berg, Berggasse, Brunnenweg, Dornachweg, Feistritztal, Freistädterstraße, Hagelgasse, Lindenfeld, Markt, Mittelweg, Oswalderstraße, Panholz, Ringgasse, Sonnfeld, Teichweg.
Die Gemeinde gehört zum Gerichtsbezirk Freistadt.

### Nachbargemeinden
|            | Grünbach                                    |            |
| Freistadt  | Kompassrose, die auf Nachbargemeinden zeigt | St. Oswald |
| Kefermarkt |                                             | Gutau      |

## Geschichte
Zum ersten Mal wurde der Ort Lasberg in einer Schenkungsurkunde im Jahr 1125 erwähnt, in welcher Adalbero von Griesbach „seine Kirche in Lozperch“ und weitere Besitztümer dem Stift Sankt Florian schenkte. Ab dem 12. Jahrhundert waren hier das Rittergeschlecht der Lasberger (Lozpercher) ansässig, bedeutender Obderennsischer Kleinadel, die dann nach Baiern Seitenlinien bildeten, und im 15. Jahrhundert unter den Habsburgern ins Niederösterreichische abwanderten.
Ab dieser Zeit, seit 1490, wird der Raum auch dem Fürstentum Österreich ob der Enns zugerechnet.
Am 21. November 1510 wurde Lasberg auf Betreiben der Herrn von Zelking durch Kaiser Maximilian I. zum Markt erhoben. Somit konnte Lasberg wöchentlich einen Markt abhalten und hatte große wirtschaftliche Vorteile. Die nahe Stadt Freistadt wollte diese Rechte streitig machen und Lasberg musste um diese Rechte kämpfen. Daher bestätigte Kaiser Joseph II. im Jahr 1785 nochmals die Marktrechte.
Bis 1626 war Lasberg mehrheitlich protestantisch, wurde nach der Gegenreformation schnell wieder katholisch. Ein Grund dafür war, dass die Herrschaft Weinberg von den protestantischen Zelkingern auf die katholischen Thürheimer übergegangen war. Bis 1848 blieben die Thürheimer die Grundherren im heutigen Gemeindegebiet, auch das Gemeindewappen zeugt von dieser langen Herrschaft.
Zwischen den Jahren 1776 und 1784 wurden die Pfarrgrenzen neu gezogen und die vormals große Pfarre Lasberg verlor viele Gebiete an die Nachbarpfarren. Während der Napoleonischen Kriege war der Ort mehrfach besetzt. Nach 1848 wurden auf dem Gebiet der heutigen Gemeinde drei selbstständige Verwaltungen gegründet – Lasberg, Steinböckhof und Wartberg. 1874 wurden die drei genannten Gemeinden vereinigt, wobei der Ort Wartberg selbst zu St. Oswald kam, die ehemaligen Grenzen sind anhand der heutigen Katastralgemeinden zu erkennen.
Seit 1918 gehört der Ort zum Bundesland Oberösterreich und dadurch endete auch die Phase des Wohlstands in Lasberg. Der Erste Weltkrieg verursachte viel Not und Leid in der Gemeinde, 58 Männer waren gefallen, vermisst oder in Lazaretten gestorben. In der Nachkriegszeit herrschte große Not, die durch zwei Marktbrände 1935 und 1936 sowie durch ein schweres Gewitter am 26. Mai 1935, das die Ernte vernichtete, noch verstärkt wurde.
Nach dem Anschluss Österreichs an das Deutsche Reich am 13. März 1938 gehörte der Ort zum Gau Oberdonau. Nach 1945 lag Lasberg in der sowjetischen Besatzungszone. In den 10 Jahren bis 1955 gab es Plünderungen, Vergewaltigungen und grausame Erschießungen. Der Lasberger Johann Blöchl wurde Vorsitzender der Zivilverwaltung Mühlviertel und konnte so die Einheit Oberösterreichs bewahren. Nach 1955 folgte der Aus- und Neubau der Infrastruktur und 1973 wurde Lasberg sogar zum schönsten Dorf Österreichs gewählt.

### Bevölkerungsentwicklung
| Bevölkerungsentwicklung | Bevölkerungsentwicklung | Bevölkerungsentwicklung | Bevölkerungsentwicklung | Bevölkerungsentwicklung |
| Jahr                    | Einwohner               |                         | Jahr                    | Einwohner               |
| ----------------------- | ----------------------- | ----------------------- | ----------------------- | ----------------------- |
| 1869                    | 1.891                   |                         | 1951                    | 2.100                   |
| 1880                    | 1.882                   |                         | 1961                    | 2.190                   |
| 1890                    | 1.922                   |                         | 1971                    | 2.270                   |
| 1900                    | 1.962                   |                         | 1981                    | 2.499                   |
| 1910                    | 1.988                   |                         | 1991                    | 2.717                   |
| 1923                    | 2.027                   |                         | 2001                    | 2.743                   |
| 1934                    | 2.039                   |                         | 2011                    | 2.795                   |
| 1939                    | 1.968                   |                         | 2021                    | 2.832                   |

Im Jahr 1869 wohnten im Gemeindegebiet 1891 Menschen. Das höchste Wachstum wurde zwischen 1971 und 1991 verzeichnet. Im Jahr 1991 hatte die Gemeinde 2717 Einwohner, bei der Volkszählung 2001 bereits 2743, was einem Anstieg von 1 % entspricht. Am 1. Jänner 2008 verzeichnete die Gemeinde 2853 Einwohner, der höchste Stand in der Geschichte. Da sowohl Geburtenbilanz als auch Wanderungsbilanz positiv waren, wuchs die Gemeinde am Ende des 20. Jahrhunderts stark. Von 1991 bis 2001 setzte eine Abwanderung ein, die aber vom Geburtenüberschuss ausgeglichen werden konnte. Von 2001 bis 2011 war die Geburtenbilanz negativ, wurde aber durch eine Zuwanderung ausgeglichen.
Bei der Volkszählung 2001 betrug der Anteil der Einwohner, die 60 Jahre und älter waren, 18,4 %; 20,8 % waren unter 15 Jahre alt. Der Anteil der weiblichen Bevölkerung lag bei 49,6 %.
Im Jahr 2019 lag der Anteil der Bevölkerung, die über 65 Jahre alt war bei 19,7 %, 15,1 % waren unter 15 Jahre alt. Der Anteil der weiblichen Bevölkerung lag bei 50,8 %.
Von den 1630 Bewohnern Lasbergs, die 2001 über 15 Jahre alt waren, hatten 3,7 % eine Universität, Fachhochschule oder Akademie abgeschlossen. Weitere 8,4 % hatten eine Matura absolviert, 48,2 % hatten einen Lehrabschluss oder eine berufsbildende mittlere Schule besucht und 39,6 % aller Lasberger hatten die Pflichtschule als höchsten Abschluss.

### Herkunft und Sprache
Der deutsche Dialekt, der im Raum Lasberg sowie in Oberösterreich allgemein gesprochen wird, ist das Mittelbairische. 98,3 % der Lasberger gaben 2001 Deutsch als Umgangssprache an. Weitere 0,7 % sprachen hauptsächlich türkisch, 0,3 % bosnisch, der Rest sprach andere Sprachen.
Der Anteil der Lasberger mit ausländischer Staatsbürgerschaft lag 2001 mit 1,5 % weit unter dem Durchschnitt Oberösterreichs. Dabei hatten 0,2 % der Lasberger Bevölkerung eine Staatsbürgerschaft der Türkei, 0,5 % eine aus Deutschland und 0,5 % entfielen auf Staatsbürger aus Bosnien. Insgesamt waren 2001 etwa 3 % der Lasberger in einem anderen Land als in Österreich geboren. Mit 1. Januar 2022 besaßen 96,3 % der Einwohner die österreichische Staatsbürgerschaft, 95 % wurden in Österreich geboren.

## Kultur und Sehenswürdigkeiten

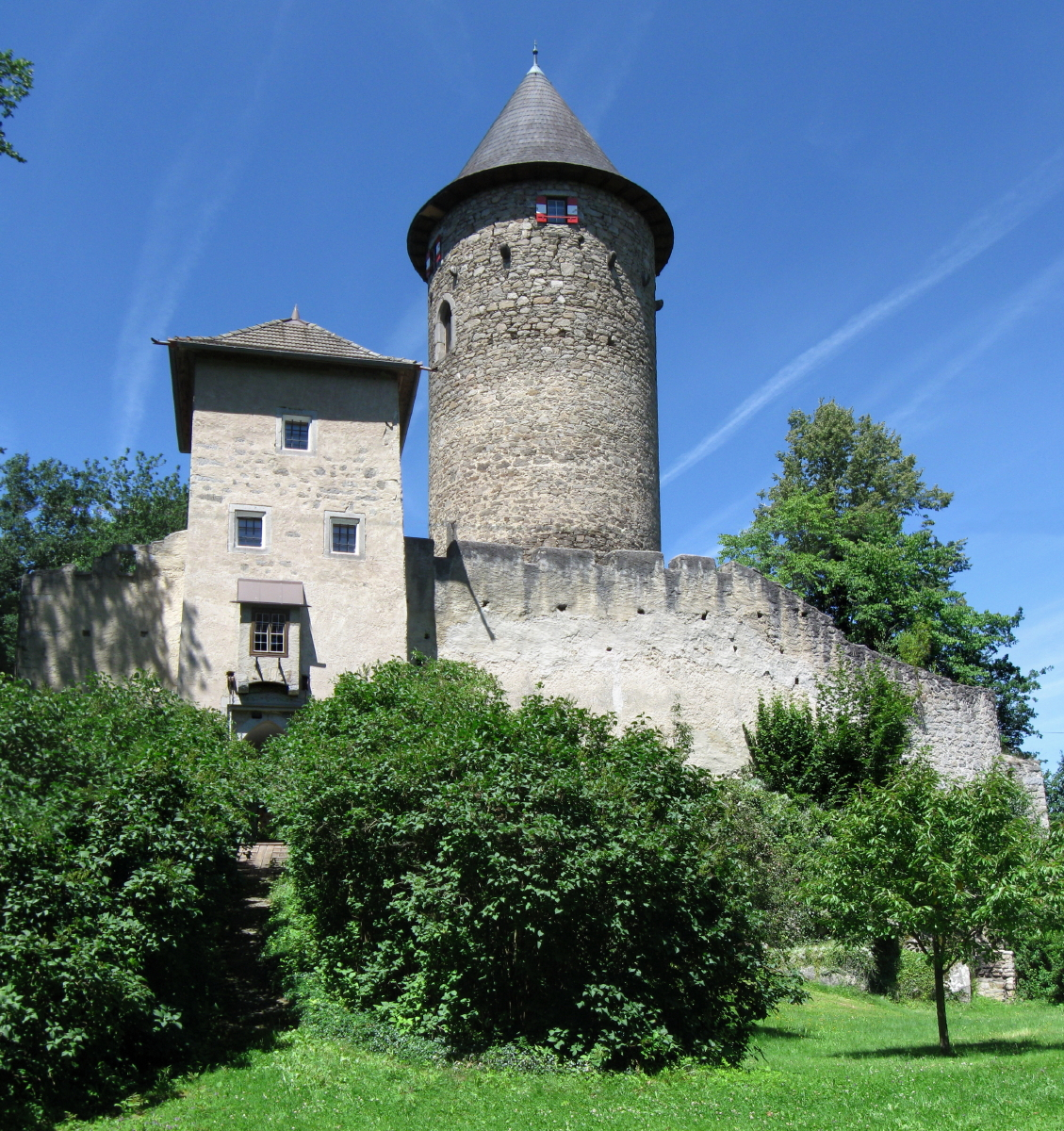
Burgruine Dornach

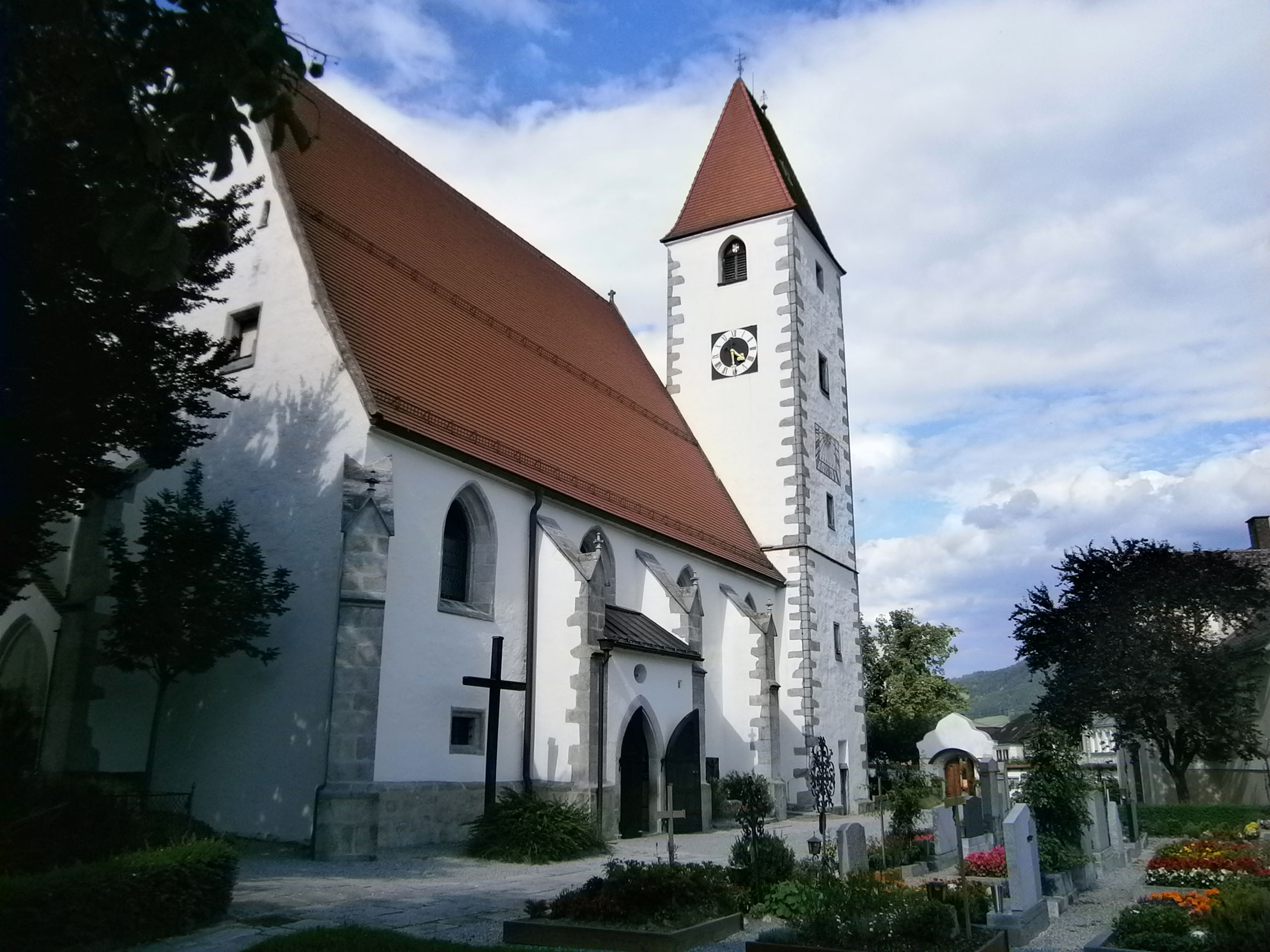
Pfarrkirche Lasberg

- Burgruine Dornach: Um 1416 als Veste des Hans Lasberger erstmals urkundlich genannt und 1963 renoviert.
- Ehemalige Burg Lasberg
- Dornachhof: Ein mit der Burg Dornach eng verbundener Meierhof, heute Hartmayergut genannt. Seit 1848 im Besitz der Fam. Blöchl (Johann Blöchl).
- Katholische Pfarrkirche Lasberg hl. Vitus: Eine Kirche, die im 14. Jahrhundert erweitert wurde. Ein romanischer Bau, der gotisch erweitert wurde.
- Bürgerspital: Stiftungshaus für die kranken und armen Bürger des Marktes.
- Hoh-Haus am Buchberg: Ein Aussichtsturm am Buchberg (813 m) mit Sicht auf das Mühlviertel
- Pechöl-Wanderweg in Elz, der das Pechölbrennen erklärt (siehe dazu Pechölbrennen im östlichen Mühlviertel)

### Museen
- Alte Marktschmiede: Ein Einblick in die Arbeitswelt eines Huf- und Wagenschmiedes.
- Freilichtmuseum „Fürstenhammer“: Eine alte Hammerschmiede, im Jahre 1570 in der Nähe von Dornach errichtet.
- Spiralschmiede: Eine Sammlung von schmiedhandwerklichen und landwirtschaftlichen Werkzeugen und Geräten ist ausgestellt.

## Wirtschaft und Infrastruktur

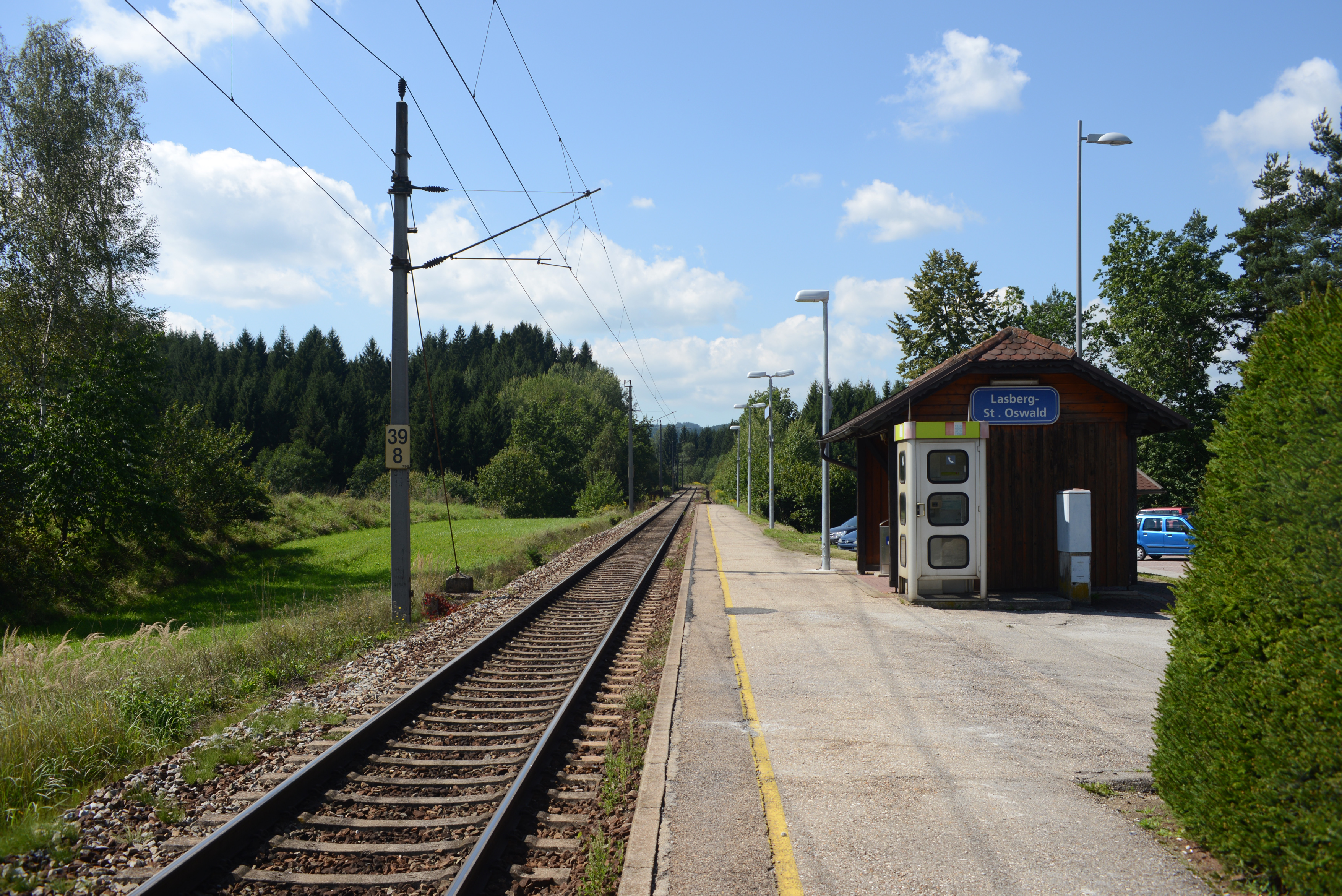
Bahnhof Lasberg-St. Oswald

### Wirtschaft
Lasberg ist Teil der INKOBA Region Freistadt, einer Initiative zur interkommunalen Kooperation bei der betrieblichen Standortentwicklung, der Betriebsansiedlung sowie der gemeinsamen Vermarktung. Die wichtigsten Arbeitgeber finden sich in den Branchen: Herstellung von Waren, Handel, Gesundheits- und Sozialwesen sowie Bau. Die allgemeine Erwerbsquote lag im Jahr 2020 bei 53,3 %

### Öffentliche Einrichtungen
Im Ort stehen ein Kindergarten, eine Volksschule und eine Landesmusikschule zur Verfügung. Zusätzlich besteht eine Bücherei und ein Freibad. Weiters gibt es eine Ordination für Allgemeinmedizin und ein Seniorenheim in der Gemeinde.
Im Gemeindegebiet existiert die Freiwillige Feuerwehr Lasberg.

### Verkehr
Lasberg liegt an der Bahnstrecke St. Valentin–České Budějovice (Summerauer Bahn). Die Bahnhaltestelle ist im Ortsteil Siegelsdorf, knapp zwei Kilometer Luftlinie südwestlich des Hauptortes, situiert. Lasberg verfügt über keinen direkten Anschluss an das Autobahn- und Schnellstraßennetz, wenngleich die Mühlviertler Schnellstraße (S10) durch den Nordwesten des Gemeindegebiets führt.

## Politik

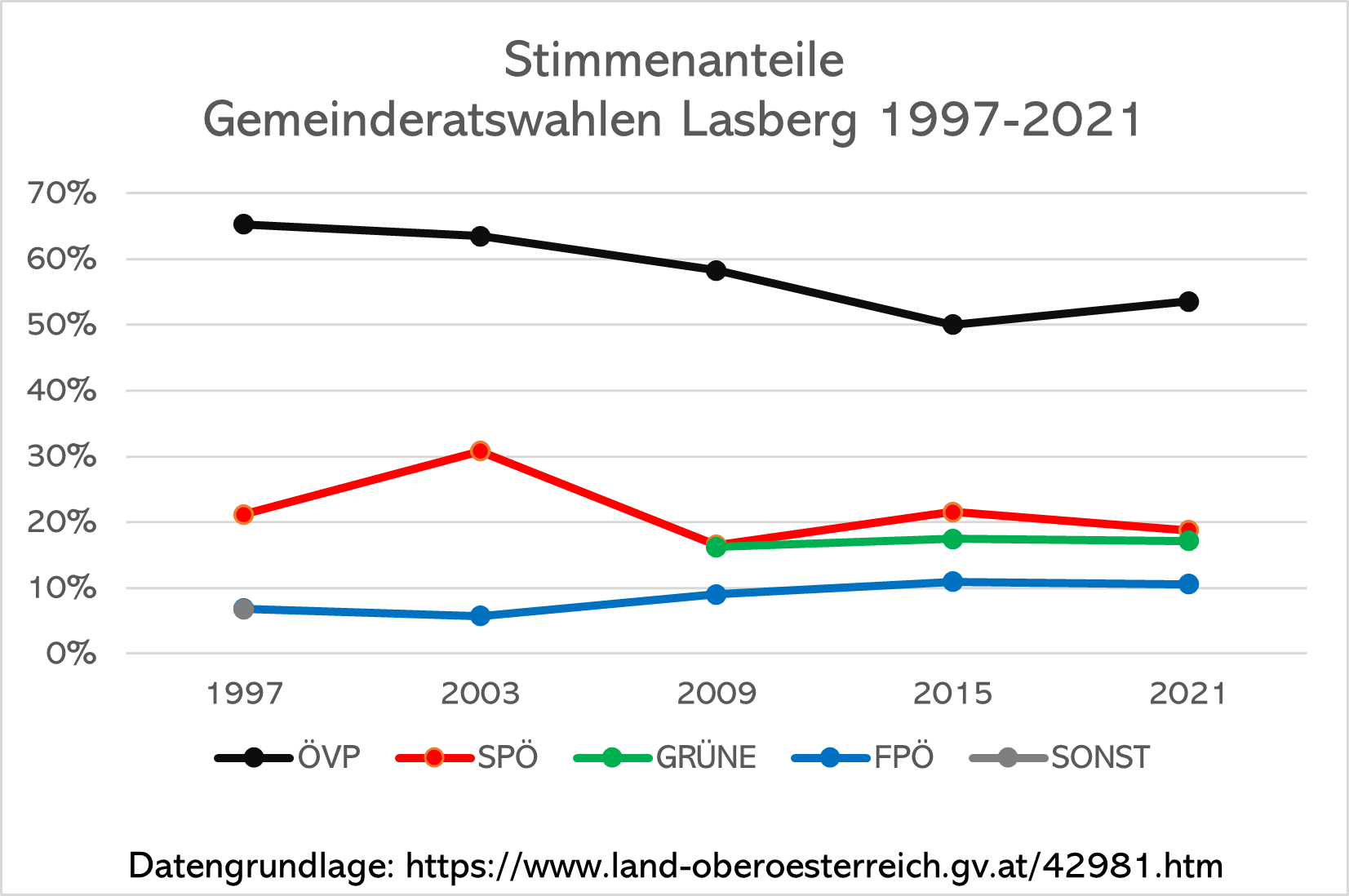
Gemeinderatswahlen Lasberg 1997–2021

### Gemeinderat
Der Gemeinderat hat derzeit 25 Mitglieder.
- Die Wahlen zur Gemeindevertretung 1919 brachten in Lasberg folgende Verteilung: 12 CSP, 1 SDP, 5 F.O.P.[14]
- Mit den Gemeindewahlen in Oberösterreich 1949 hatte der Gemeinderat folgende Verteilung: 16 ÖVP, 1 SPÖ, 1 VdU[15]
- Mit den Gemeinderats- und Bürgermeisterwahlen in Oberösterreich 1997 hatte der Gemeinderat folgende Verteilung: 18 ÖVP, 5 SPÖ,1 FPÖ und 1 Sonstige.[16]
- Mit den Gemeinderats- und Bürgermeisterwahlen in Oberösterreich 2003 hatte der Gemeinderat folgende Verteilung: 16 ÖVP, 8 SPÖ und 1 FPÖ.
- Mit den Gemeinderats- und Bürgermeisterwahlen in Oberösterreich 2009 hatte der Gemeinderat folgende Verteilung: 15 ÖVP, 4 SPÖ, 4 GRÜNE und 2 FPÖ.
- Mit den Gemeinderats- und Bürgermeisterwahlen in Oberösterreich 2015 hatte der Gemeinderat folgende Verteilung: 13 ÖVP, 5 SPÖ, 4 GRÜNE und 3 FPÖ.
- Mit den Gemeinderats- und Bürgermeisterwahlen in Oberösterreich 2021 hat der Gemeinderat folgende Verteilung: 14 ÖVP, 5 SPÖ, 4 GRÜNE und 2 FPÖ.[17][18]

### Bürgermeister
- 1850 bis 1861: Peter Kern
- 1861 bis 1864: Josef Schwarz
- 1864 bis 1867: Peter Winkler
- 1867 bis 1868: Sebastian Blasenbauer
- 1868 bis 1873: Michael Blöchl
- 1873 bis 1877: Josef Raml
- 1877 bis 1879: Michael Blöchl
- 1879 bis 1881: Karl Wald
- 1881 bis 1895: Franz Rockenschaub
- 1895 bis 1922: Johann Wittinghofer
- 1922 bis 1942: Josef Brandstätter[19]
- 1942 bis 1944: Johann Reindl (NSDAP)
- 1944 bis 1945: Josef Willfort (NSDAP)
- 1945 bis 1947: Leopold Freudenthaler (ÖVP)
- 1947 bis 1949: Michael Fürst (ÖVP)
- 1949 bis 1976: Johann Röblreiter (ÖVP)
- 1976 bis 1995: Friedrich Höller (ÖVP)[20]
- 1995 bis 2021: Josef Brandstätter (ÖVP)[21]
- seit 2021: Roman Brungraber (ÖVP)[22]

### Wappen
Offizielle Blasonierung:
Geviert; 1. in Rot eine silberne, fünfblätterige, heraldische Rose; 2. in Silber ein rotes, abgeledigtes Tatzenkreuz; 3. in Schwarz die goldenen lateinischen Zahlzeichen MDX, die ersten zwei über das dritte gestellt; 4. geviert von Rot und Silber.
Über die Bedeutung der Rose – die sich auch im Kefermarkter Wappen findet – ist nichts bekannt. Das Tatzenkreuz zeigt die Zugehörigkeit der Pfarre Lasberg zum Stift St. Florian. 1510 (MDX) ist die Jahreszahl der Markterhebung. Über die Bedeutung des 4. Feldes ist ebenfalls nichts bekannt.
Die Genehmigung zur Verwendung des Gemeindewappens wurde am 27. November 1909 erteilt. Das Wappen selbst wird schon länger verwendet, wahrscheinlich seit der Markterhebung.

## Persönlichkeiten

### Söhne und Töchter der Gemeinde
- Stephan Edler, geboren in Dornach, von 1419 bis 1451 Abt von Stift Baumgartenberg
- Adam Roßtäuscher (1629–1689), bedeutender Glockengießer in der Steiermark[24][25]
- Sebastian Schwarz (Priester) (1809–1870), Priester und Gründer der Vöcklabrucker Franziskanerinnen
- Kaspar Schwarz (1811–1879), Kaufmann und Bürgermeister von Freistadt
- Franz Blöchl (1845–1909), Landwirt und Politiker, Mitglied des Abgeordnetenhauses 1901–1909[26]
- Franz Sales Schwarz (1849–1912), Priester und Religionslehrer
- Johann Blöchl (1895–1987), Politiker, Landwirt und Leiter der Zivilverwaltung Mühlviertel, ab 1922 Gemeinderat in Lasberg
- Oskar Huemer (1916–1993), Beamter und Politiker (VdU/SPÖ)
- Hannes Etzlstorfer (* 1959), Kunst- und Kulturhistoriker, Autor, Kulturjournalist sowie Ausstellungskurator
- Eckart Sonnleitner (* 1963), in Lasberg geborener Maler

### Personen mit Bezug zur Gemeinde
- Wilhelm Bock (1895–1966), Bürgermeister von Linz, Kaplan von Lasberg, Stadtpfarrer von Vöcklabruck, lebte einige Zeit in Lasberg
- Ingeborg Kuba (* 1929), Bildhauerin, Keramikerin und Grafikerin
- Fritz Schindlecker (* 1953), Autor